# 390 a.C.
Il 390 a.C. (CCCXC a.C. in numeri romani) è un anno  del IV secolo a.C.

## Eventi
- Reggimento di Sparta battuto dagli Ateniesi comandati da Ifìcrate a Lecheo
- 18 luglio - Viene combattuta la Battaglia del fiume Allia, netta sconfitta delle truppe romane contro i Galli Senoni capitanati da Brenno. La sconfitta conduce al sacco di Roma da parte degli invasori
- Roma
  - Tribuni consolari Quinto Sulpicio Longo, Quinto Fabio Ambusto IV, Cesone Fabio Ambusto, Quinto Servilio Fidenate IV e Numerio Fabio Ambusto II, Publio Cornelio Maluginense II
  - dittatore Marco Furio Camillo

## Nati
- Dinostrato, matematico greco antico († 320 a.C.)
- Shang Yang, politico cinese († 338 a.C.)

## Morti
- 20 luglio - Marco Papirio, senatore romano
- Filolao, filosofo, astronomo e matematico greco antico (n. 470 a.C.)
- Sirra, principe illiro (n. 437 a.C.)